# Jennifer Fopma
Jennifer Fopma (* 30. Oktober 1981 in Leiden, Niederlande) ist eine US-amerikanische Beachvolleyballspielerin.

## Karriere
Fopma spielte während ihrer Ausbildung an der Pepperdine University und später an der California State University, Northridge zunächst Volleyball. 2005 begann sie ihre Karriere im Beachvolleyball. Bis 2007 spielte sie auf der AVP-Tour mit ihrer ehemaligen Mitschülerin Stacy Rouwenhorst. Zu den restlichen Turnieren des Jahres trat sie erst mit Julie Romias und anschließend mit Holly McPeak an. 2008 bildete sie nach sieben AVP-Turnieren an der Seite von Jenny Pavley ein Duo mit Brittany Hochevar, die auch 2009 ihre Partnerin war. Bei den Barcelona Open 2009 nahm Fopma mit Whitney Pavlik erstmals an einem Turnier der FIVB World Tour teil. 2010 spielte sie mit Pavlik auch die ersten beiden AVP-Turniere, bevor sie eine neue Partnerschaft mit Keao Burdine einging. Im folgenden Jahr trat sie international wieder mit Hochevar an und erreichte bei als bestes Ergebnis bei drei Open-Turnieren einen 17. Platz in Shanghai. Auf der amerikanischen Tour war Tracy Jones Fopmas Partnerin.
2012 bildete Fopma ein neues Duo mit Brooke Sweat. Fopma/Sweat nahmen in Gstaad erstmals an einem Grand Slam teil. 2013 gelangen ihnen auf der Continental Tour ein Turniersieg und ein dritter Rang. Nach zwei 17. Plätzen in China wurden sie beim Grand Slam in Rom Neunte. Bei der WM in Stare Jabłonki erreichten Fopma/Sweat die Hauptrunde, wo sie gegen die US-Amerikanerinnen Fendrick/Hochevar ausschieden. 2014 spielte Fopma wieder mit Whitney Pavlik. 2015 spielte sie zunächst mit Summer Ross, später mit April Ross und dann wieder mit Brittany Hochevar.

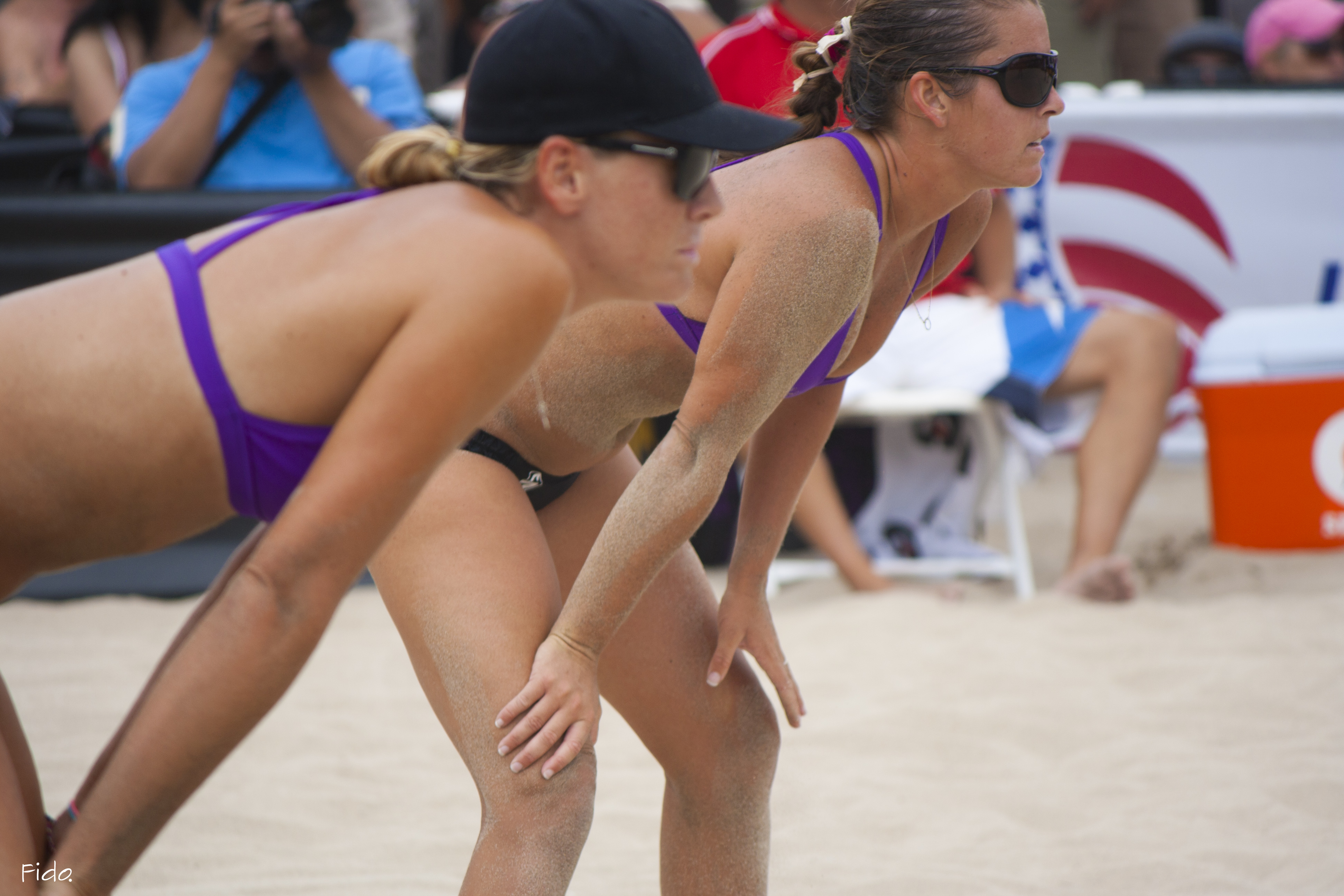
Sweat und Fopma in Hermosa Beach 2012

## Privates
Fopma ist die Tochter eines professionellen Basketballspielers. Sie wurde in den Niederlanden geboren, weil ihr Vater dort gerade spielte, kam aber ein Jahr später mit ihrer Familie in die Vereinigten Staaten.